# لهجة حائلية
اللهجة الحائلية أو اللهجة الحايلية: وهي اللهجة المستخدمة في مدينة حائل التي تقع في الجزء الشمالي من إقليم نجد ويشتهر بها حضر مدينة حائل وهي لهجة خليط من اللهجة النجدية ولهجة عنزه وشمر وأهل محافظة بقعاء بحكم التواجد في نفس المنطقة مع اختلاف بسيط في بعض الكلمات. وأقرب اللهجات للهجة الحائلية هي اللهجة القصيمية، واللهجتان تعدان في أسرة لهجات شمال نجد.

## سماتها المميزة
- 1- إسناد الفعل إلى نون النسوة مثال كلمة (قامن-ذهبن)
- 2- حذف ياء المتكلم من الفعل مثل (عطني-عطن)-(يكلمني-يكلمن)
- 3- تسكين تاء المتكلم (رحت-جيت-ركبت-طلعت)
- 4- جمع المؤنث السالم ينطق بألف وياء وهاء بدلا من ألف وتاء (بنات - بنايه)
- 5- تفخيم حرف اللام إذا اتى بعد حرف القاف مثل كلمة (قلب - قلم)كذلك تفخيم حرف الراء في مواضع أخرى
- 6- حرف الكاف ينطق غالبا (تس) مثل (كبدة-تسبدة)(يكذب-يتسذب)
- 7- حرف القاف غالبا ما ينطق مثل الجيم المصرية
- 8- كسر الحرف الذي يسبق الهاء أو التاء المربوطة في اخر الكلمة.

إضافة:

## بعض الالفاض والمفردات في اللهجة الحايلية
(خَمَّنْ): قال عن الشئ بالحدس، يقول له: خمن وش معي؟: أي ماذا تتوقع ان يكون معي. وخمن كم جبت في الاختبار، وخمن كم علبه في الصندوق، والتخمين ضربة خظ أما تصيب أو تخيب، واصل الكلمة فارسية. وفي القاموس (خَمَنَ الشيءَ: قال فيه بالحَدْسِ والتخمينِ أَي بالوهم والظن؛ قال ابن دريد: أَحْسِبه مولَّداً والتَّخْمِينُ: القولُ بالحَدْسِ. قال أَبو حاتم: هذه كلمة أَصلها فارسية عرّبت، وأَصلها من قولهم خُمَاناً على الظَّنِّ)
(خْمِيْعَةْ): اكلة شعبيه مشهورة في الشمال. ومن الأكلات الشعبية في الشمال: التطماج أو المطرية. الفتيت أو الفتيتة.الخوفة. المقشوش أو المشروب العصيدة. البكيلة. المنسف.
(خنق): خَنقَة: والخنقة والمخانقة العراك بالايدي، وتخانقوا العيال، وخنقه وخنقتهم، ومخنوق، والخنق باليد في الرقبة، واللفظة لها علاقة بمادة: (خنق).
(خُوْصَةْ): سكين ذات مقبض، المفتوحة النصل. وتعد سكين عادية. وخوصة كلمة مؤنثة لا يمكن اشتقاق صيغة تذكير منها. مرادفها: شبرية، شفرة. والاسم شائع ودارج في لهجات الشمال عموما. وربما لفظة خوصة دخيلة من لغة النوبة في السودان.
(خُـوْد): والخود صفة للمرأة الجميلة. و (هي كلمة فصيحة «خَوءد» وتعني المرأة الجميلة الشابة الناعمة وتجمع على خَوءدات و«خُودٌ» واستعملت في اللهجة الشعبية كما هي يقول أحد الشعراء المتقدمين:
تلفي لمطلق ستر خُود رعابيب اللي على ميلات الأيام صبار)()
وفي باب نُعوتِ النساء وما يُستحسنُ منهنَّ، قال أبو عبيد: سمعتُ الأصمعيَّ يقول: «الخَوْدُ من النساء: الحسنَةُ الخَلْق. وقال أبو زيد: جمعُ خَوْد: خُوْد».
(خَوِيّ): الخوي هو الصديق والصاحب ورفيق الدرب وله حق عند البادية مثل حق الجار والضيف، فهنالك خوي طريق، وخوي دنيا، وخوي الدنيا يسمى أخاً وهو الذي تطول رفقته فيكون بينه وبين رفيقه تكافل وتضامن في نوائب الأيام. قال خلف السنجاري الشمري
احشم (خويك) عن دروب الرزاله تر (الخوي) عند الاجاويد له شان
خاونْ: إصحبني، وتقال عندما تريد من شخص ان يرافقك إلى مكانا ما أو في السفر.
(دَاجْ): يدوج: يتنقل من مكان إلى مكان بلا غاية اوهدف. والداج: صفة للرجل العاطل والذي يتصرف على هواه.
(داس): تودس: تَوَدَّسَة: دعس عليه برجله، وهي من داس، داسه برجليه، يقصد ضربه ضرباً مبرحاً. و (لقد داس الرجل على فهقة خصمه، أي أذله، وألصقه بالارض)().
(دَبْ): دَبَّه: ضربة، يقال: دَبَّهْ دَبْ: بفتح الدال: أي ضربه ضرب..
(دبش): دْبِشَة- دال مخففة- وتنطق إدبشه: صفه للغبي، والدبش البهائم..
(دبشي): بطيخ، وفي الحجاز حبحب، وفي نجد: جح، وفي الكويت: رقي. وفي العراق: رقي وفي الجزائردلاع. وفي اللغة: بطيخ، وهي من الفواكة الصيفيه.
(دَبَغْ): دْبغُه: الدال مخففة وضم الغين: ضرب.
(دبوس): عصا غليضة راسها ظخم تستخدم للدفاع عن النفس. الدبوس: كلمة فارسية تعني المقمعة أي عصا من خشب أو حديد في رأسها شيء كالكرة. و (الدبوس فارسية الاصل.وقد اردت به هنا (دبوس ربطة العنق) وهو دبوس يغرز للزينة في الاربة المسترسلة «الربطة الطويلة» يكون من ذهب أو الماس) معجم عطية في العامي والدخيل.
(دبيسة): الدبيسة البقرة، وفي لهجة تهامة يسمونها: (لاي، هيشة) وفي الباحة خزومة.
(دِثـُو): والدثو: صفة للرجل الدون الناقص. من لا يتصف بصفات الرجال ومثله القابة. والدثو كذلك صفة لمن هو رث الملابس.
(دَحَقْ): بفتح الدال والحاء مشددة مفتوحة- نظر أو طالع. واللفظ فيها تقديم وتاخير حرف، والصواب (حدق) تقدمت الدال على الحاء، يقال (حدق بعينه)
(دِحِلْ): الدحل المغارة في جوف الأرض وبها ماء. انظر: لهجة نجد بادية (دحل).
دِحْمُول: والدحمول تصغير دحل. والدحمول حفرة صغيرة في الأرض تشبه الدحل ولكنها اصغر واقل عمقا منه.
(دِزْدَانْ): محفضة من الجلد للجيب، تحفظ فيها النقود، وهي فارسية. وعند البعض دستان، أو دزدان والاسم الشائع له الآن «بُوْك» أي كتاب لان أجزائه عند فتحه كالكتاب.
(دِسْمَال): قطعة من القماش تستخدم كمنديل. قال الشاعرردهان أبو عنقا الشمري
يا صفوق شف حمر (الدساميل) ساجه من ربعة ابن شريم قاموا لا بالميخ.
(دْعُوْثْ): جمع دعث وهي صفة للأرض اللينة.
(دَغَفْ): الدغف الاخذ الكثير باليد، دغ ودغف في الأكل: أكل كثيراً، معجمية.
(دِفِيْعَه): طائر خيالي، وهو لتخويف الأطفال لكي لا يقتربوا من البئر لأنه سوف يقوم بدفعهم فيها على غفلة منهم.
(دِق): والدِّق: بدال مشددة مكسورة- والدق القليل، والصغير. وعكسه (الجل) وهو الكثير. قال دغيم الظلماوي من الشلقان من الزميل من سنجاره من شمر:
حِزْتَه وْنِشْتَه يانْحاز الاجانيب حِشْت المراجل كل (دِقّه) وْجِلّه
(دِْلخ): سمن، وإبل دلخ ودوالخ. أي سمينة. وفي اللسان (الدَّلَخُ: السِّمَنُ. أَبو عمرو: دَلِخَ يَدْلَخُ دَلَخاً، فهو دَلِخٌ ودَلوخ أَي سَمِينٌ).
(دلقم): مْدَلْقَمْ: كروي الشكل. دلقم اللقمة أي كورها بيده، واللقمة مدلقمة، والرجل السمين القصير يوصف بالمدلقم. ودلقمت الشيء جعلته كروي. والعجينة مدلقمة.ج: دلاقم
(دِلِيْلَهْ): الدليلة الرجل الذي يعرف مسالك وعلامات الطرق، وهو الدليلة للمسافرين عبر مجاهل الصحراء، وتستعين به قوافل التجارة والحجيج.
(دْنِيْسَا): والدنيسا صفة لمقدمة الوجه. مرادفها خِشَّة، فِرَّة.
(دِوَا): وفلان دوا: ذهب ولا اعلم أين ذهب.
(دَهَجَ): دوهج: ذهب، ادهج لفلان أي اذهب إليه.
(دُوْدَل): تِدُوْدَلْ: يتدودل: الشي المعلق من اعلى ويتحرك من اسفل كالبندول.
(دُوْك): دوك: خذ، للمناولة باليد. من الاصل«دونك»، يقال«دونك اياه» أي خذه وعليك به
(دُوْن): الدون: الناقص والناقصة من كل شيء. ورجل دون: أي نذل وخسيس.
(دَيَادِبْ): والديادب الطرق الرحبة الواضحة، ومفردها ديدب.
(دِيْم): والديم من أسماء المطر، والمطر المستمر الغير غزير. وفي اللغة كذلك.
(ذَبْ): فعل ماضي: وتعني رمى، وذبيته أي: رميته والذب رميك الشئ تتخلص منه. والذبّة: النحلة المعروفة (النحل).

ممن يشتهرون بالحديث باللهجة الحائلية هو الراوية عبد الرحمن بن سعود المرشدي وفواز الغسلان في مجموعاتهم القصصية.